# Dream Fighter
Dream Fighter is een single van de Japanse groep Perfume en afkomstig van hun tweede studioalbum, Triangle (2009).
De single verscheen op 18 november 2008 en werd geschreven en gecomponeerd door Yasutaka Nakata. Op de B-kant staat het nummer Negai. De muziekvideo van Dream Fighter werd geregisseerd door Kazuaki Nakata.

## Nummers
| Nr. | Titel                        | Duur |
| --- | ---------------------------- | ---- |
| 1.  | Dreaém Fighter               | 4:54 |
| 2.  | Negai (願い)                 | 4:48 |
| 3.  | Dream Fighter (instrumental) | 4:54 |
| 4.  | Negai (願い) (instrumental)  | 4:48 |

## Artiesten en medewerkers
- Ayano Ōmoto (Nochi) - zang
- Yuka Kashino (Kashiyuka) - zang
- Ayaka Nishiwaki (A~chan) - zang
- Yasutaka Nakata - compositie en productie
- Kazuaki Nakata - muziekvideoregie